# Дневникът на Бриджит Джоунс
„Дневникът на Бриджит Джоунс“ (на английски: Bridget Jones's Diary) е британски филм от 2001 година, романтична комедия на режисьорката Шарън Магуайър. Сценарият на Андрю Дейвис, Ричард Къртис и Хелън Фийлдинг е базиран на едноименния роман на Фийлдинг.
В центъра на сюжета е неуверена жена в началото на 30-те си години и любовните ѝ отношения с нейния началник и негов приятел, с когото майка ѝ се опитва да я сватоса. Главните роли се изпълняват от Рене Зелуегър, Хю Грант, Колин Фърт.
„Дневникът на Бриджит Джоунс“ има голям търговски успех и е номиниран за „Оскар“ за женска роля и за „Златен глобус“ за най-добър филм и женска роля в комедия или мюзикъл, както и за четири награди на БАФТА.

## В България
На 28 декември 2008 г. Нова телевизия излъчи филма с български дублаж за телевизията. На 5 август 2017 г. започва повторно по bTV Comedy с дублажа на студио Медиа Линк.